# Neděliště
Neděliště település Csehországban, a Hradec Králové-i járásban. Neděliště Sendražice, Světí, Lochenice, Předměřice nad Labem, Máslojedy és Všestary településekkel határos. Lakosainak száma 378 fő (2024. január 1.).

## Népesség
A település lakosságának változását az alábbi diagram mutatja:
| Lakosok száma | 546  | 509  | 544  | 378  | 385  | 342  | 356  | 359  | 376  | 378  |
|               | 1869 | 1890 | 1921 | 1950 | 1980 | 2001 | 2017 | 2019 | 2022 | 2024 |